# De Opbouw (Arnhem)
Het herenhuis De Opbouw is een gemeentelijk monument in Arnhem. Het adres is Velperweg 11. Het pand werd in 1872 gebouwd in neo-classicistische stijl. Op 1 mei 1925 verkocht de toenmalige eigenaar Baron van Ittersum, Kapitein der Jagers, de villa aan de C.A.V., de Centrale Arbeiders Verzekerings- en Depositobank. Op 30 mei 1925 nam deze organisatie het gebouw officieel in gebruik. Tot 1 augustus 2010 was de villa de thuisbasis van diverse organisaties uit of gelieerd aan de arbeidersbeweging. Belangrijke gebruikers waren de FNV en het Nivon. Tegenwoordig is het witgepleisterde herenhuis een kantoorpand.